# 菊池市立泗水西小学校
菊池市立泗水西小学校（きくちしりつ しすいにししょうがっこう）は、熊本県菊池市泗水町田島にある公立小学校。

## 沿革
- 1874年（明治7年）11月 - 明治5年の学制配布により田島村・南田島村が合併して、田島村に校舎を設営して、田島小学校と称する
- 1876年（明治9年） - 田島小学校が分離して、田島村は田島小学校を、南田島村は南田島小学校を設立
- 1887年（明治20年）1月 - 学制改革のため2校とも廃校となり、亀尾村立尋常亀尾小学校区に属する。
- 1888年（明治21年）1月 - 田島村・南田島村の中央に尋常亀尾小学校、田島支校を設立。
- 1889年（明治22年）10月 - 市町村制実施により亀尾小学校より分離独立して尋常田島小学校と称する
- 1906年（明治39年） - 2ヶ年の高等科を併置し、南田島高穂寺を仮教室にあてる
- 1909年（明治42年） - 田島尋常小学校と改称
- 1930年（昭和5年）4月 - 田島尋常高等小学校と改称
- 1941年（昭和16年）4月 - 田島国民学校と改称
- 1947年（昭和22年）4月 - 田島村立田島小学校と改称
- 1955年（昭和30年）4月1日 - 泗水村立田島小学校と改称
- 1961年（昭和36年）4月1日 - 泗水町立泗水西小学校と改称
- 2005年（平成17年）3月22日 - 菊池市立泗水西小学校と改称

## クラブ活動
- 運動部

- 文化部

## 学校周辺
- 合志川
- 熊本県道37号熊本菊鹿線